# Perfluoroktansulfonsyra

Strukturformel för perfluoroktansulfonsyra, C_{8}F_{17}SO_{3}H.

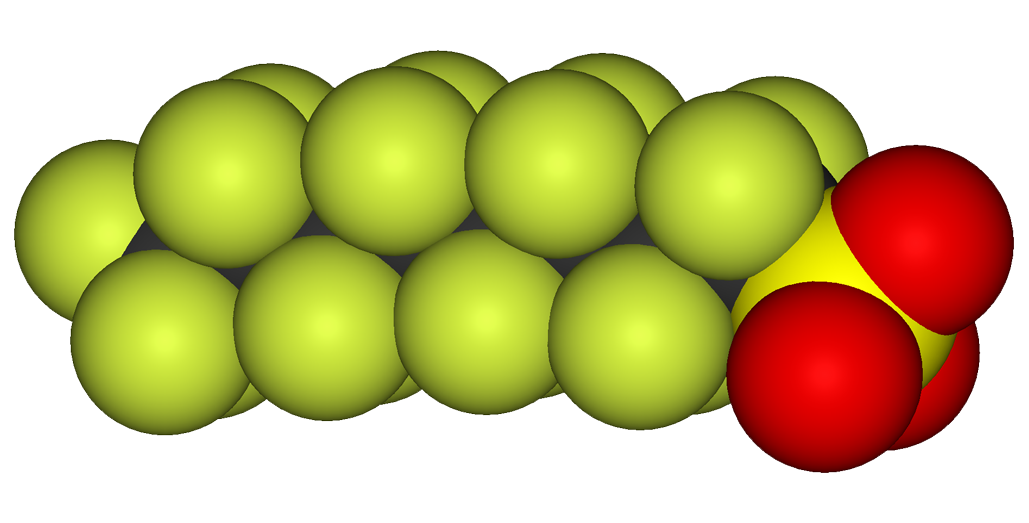
3D-modell av en PFOS-anjon.

Perfluoroktansulfonsyra (PFOS, perfluoroktansulfonat) är ett perfluorerat ytaktivt ämne. Det förekommer ofta i form av salt eller som anjon och heter då perfluoroktansulfonat. PFOS hör till gruppen perfluorerade alkylsyror (PFAA), tillsammans med bl.a. PFOA, PFHxS, FTOH. De generella egenskaperna för denna grupp är att de är både hydrofoba och lipofoba, de är dessutom motståndskraftiga mot syra och bas vilket gör dem mycket svårnedbrytbara i naturen vilket resulterar i en anrikning av PFOS i t.ex. fisk. PFOS sprids genom luft och vatten, men det finns också risk för exponering inomhus via hushållsdamm. Låga halter av ämnet finns i både mark och vatten i hela Sverige. Användningen har minskat under 2000-talet, eftersom det är förknippat med miljörisker.

## PFAS
PFAS (Per- och polyfluorerade alkylsubstanser) är en akronym för tusentals per- och polyfluoralkylsubstanser. PFAAs (Perfluoroalkyl acids) omfattar några av de mest basala PFAS-molekylerna och indelas i två grupper: PFCAs, exempelvis PFOA och PFSAs, exempelvis PFOS.

## Användning
PFOS har använts inom många olika områden i nästan sex decennier. Det huvudsakliga användningsområdet för PFOS är att göra textilier, heltäckningsmattor, papper och andra material olje- och vattenfasta. Det har också använts i bland annat golvpolish, teflon i stekpannor, klädimpregnering och inom industrin.

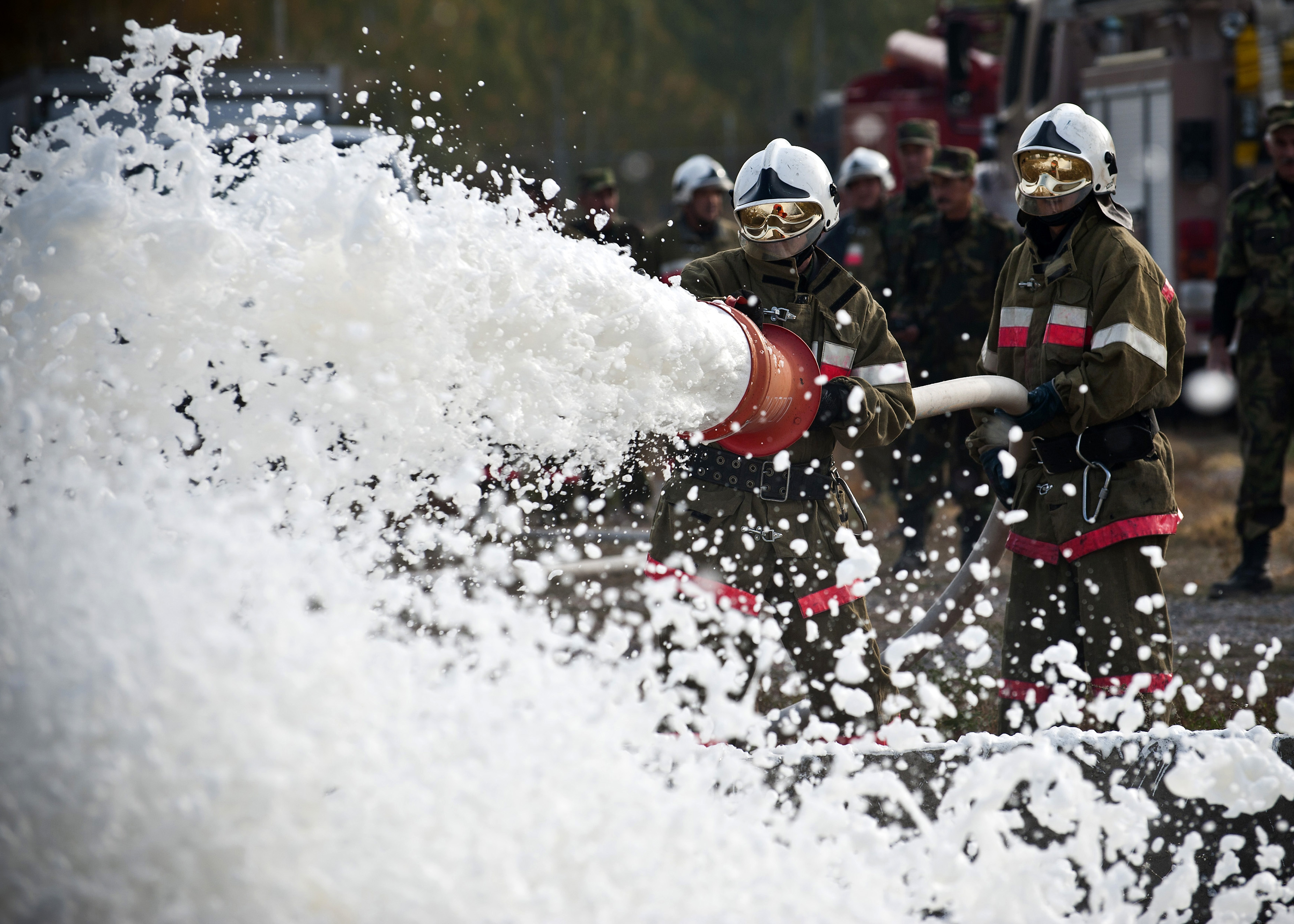
Släckning av kontrollerad brand med brandskum.

Ett av de största användningsområdena av PFOS har varit i brandskum, bland annat för dess temperaturtålighet. När detta brandskum lanserades ansågs det vara bättre för miljön än enbart vatten, eftersom vattenmängden man använde minskades. Under 80-talet började det användas i stor skala och 1993 hade i princip alla räddningsfordon under luftfartsverket brandskum med PFOS. Sedan 2007 får PFOS inte säljas och sedan 2011 får man inte heller använda det man har kvar i lager. Trots att det har slutat användas kan det ligga kvar länge i marken och vattenprover har visat att halterna inte minskat nämnvärt de senaste 5 åren. Från Stockholm Arlanda Airport läcker det ut i genomsnitt 2 kg PFOS/år till Märstaån och vidare ut i Mälaren, fastän PFOS-innehållande brandskum började fasas ut 2002. Samma problem finns också vid andra platser där brandövningar har förekommit.
3M-preparatet Scotch Guard hade PFOS som verksamt ämne fram till 2003. Andra användningsområden är förkromning, fotolitografi inom halvledarindustrin och i hydraulikvätska för flyg- och rymdtillämpningar.
PFOS är idag en av jordens mest spridda syntetiska substans trots att det har slutat att tillverkas både i Europa och i USA.

## Miljö- och hälsorisker
Redan 1968 varnade Hans Palmstierna för ett då nytt miljögift, fluorerade plaster (det som idag kallas PFAS).
Inom EU är det sedan 2008 i huvudsak förbjudet att använda PFOS i kemiska produkter och varor. Samma sak gäller ämnen som bryts ner till PFOS.  År 2009 inkluderades PFOS och dess salter i Stockholmskonventionen om långlivade organiska föroreningar där målet är att på sikt fasa ut de listade ämnena. Sedan dess har även PFOA och PFHxS och deras salter också inkluderats.
Den Europeiska myndigheten för livsmedelssäkerhet (EFSA) beslutade år 2008 om ett tolerabelt dagligt intag (TDI) för de två vanligaste förekommande PFAS, dvs PFOA och PFOS där TDI fastställdes till 1500 ng per kg kroppsvikt och dag för PFOA och 150 ng per kg kroppsvikt per dag för PFOS. Beräkningar av befolkningens intag då av PFOS från livsmedel och dricksvatten visar att det i allmänhet finns goda marginaler mellan intag av PFOS och från mat och vatten och TDI. År 2020 genomförde EFSA en ny bedömning över riskerna för PFAS. Istället för ett TDI för PFOA och PFOS, fattades beslut om ett nytt tolerabelt veckointag (TVI) som hamnade på 4 ng per kg kroppsvikt och dag för summan av PFOA, PFNA, PFHxS och PFOS, också kallat PFAS4. Detta mer restriktiva hälsobaserade riktvärde har identifierad påverkan på immunförsvaret hos småbarn som den mest allvarliga hälsoeffekt bland människor, vilket är baserat på studier som under framtagandet av TDI 2008 inte fanns tillgängliga. I riskbedömningen gjordes även en exponeringsbedömning där man fann att delar av den europeiska befolkningen idag exponeras för halter som överstiger TVI.
Studier har också visat att PFOS kan vara cancerframkallande och påverkar fertiliteten negativt hos människor. Vid försök på råttor har man också sett att ämnet kan försämra immunsystemet och fosterutvecklingen. Sedan utfasningen av PFOS startade i början av 2000-talet har halten av PFOS i blodet hos människor sjunkit.
Idag finns inga metoder för att förhindra spridning av PFAS. Forskning pågår i dagsläget om jordtvätt kan vara ett bra alternativ för att rena mark från PFOS och försök har visat att 96 % kan avlägsnas med denna metod.

## Rening av PFOS i dricksvatten
Dricksvatten förorenat med PFOS kan effektivt renas med hjälp av aktivt kol, membranfiltrering, såsom omvänd osmos, eller jonbyte. Aktivt kol används mest, bland annat eftersom inga farliga restprodukter bildas, utan PFOS förstörs när kolet upphettas under regenereringsprocessen, och för att aktivt kol generellt är en mindre energikrävande process jämfört med omvänd osmos. Halten PFAS kan minskas med upp till 95 % med färskt aktivt kol.
Ett av problemen med membranfiltrering är igensättning (s.k. Fouling) av membranet. Ett högre tryck krävs då för att nå samma kapacitet (d.v.s. för att kunna upprätthålla samma flöde). Igensättning kan vara kemisk, och orsakas av organiskt material eller anjoner, som sulfat eller nitrat, eller biologisk, orsakad av tillväxt av mikroorganismer på membranytan. Därför är en förbehandling, t.ex. filtrering av råvatten att rekommendera. Dessutom krävs antiscalant under processen för att förhindra igensättning av kalk i membranen.

### PFOS i svenskt dricksvatten
År 2014 introducerade Livsmedelsverket en åtgärdsgräns i dricksvatten på 90 ng/L, för 11 av de vanligaste förekommande PFAS, där PFOS var inkluderat. I och med det nya mer restriktiva hälsobaserade riktvärdet för PFAS4 som sattes 2020  beslutade Livsmedelsverket under 2022 att den existerande åtgärdsgränsen ska ersatts av två gränsvärden i dricksvatten. Det första av gränsvärdena ligger på 4 ng/L för summan av PFOA, PFNA, PFHxS och PFOS, vilka är de PFAS som över lag detekteras i högst utsträckning i mänskliga matriser . Det andra gränsvärdet ligger på 100 ng/L och innefattar 21 PFAS som vanligen detekteras i vatten, där även PFOS är inkluderat . 

### Exempel på förhöjda halter av PFAS
Det finns flera fall i Sverige där förhöjda halter av PFOS har upptäckts i dricksvatten. Ett exempel är Uppsala, där man efter en undersökning av PFAS i blodet hos förstföderskor mellan åren 1996 och 2011 påvisade förhöjda halter. Det visade sig senare att dricksvattnet från ett antal grundvattenbrunnar i Uppsalaåsen hade förhöjda halter av PFAS. Orsaken till de förhöjda halterna är förmodligen brandskum, från militärövniningar, innehållande PFOS. De brunnar som hade högst halt PFAS stängdes efter upptäckten. Ett annat exempel är flygflottiljen F 17 i Kallinge i Ronneby kommun. Från brandövningsplatsen vid flygflottiljen har kemikalier runnit iväg och till slut hamnat i det kommunala dricksvattnet. Några av de drabbade har bildat en förening; PFAS-föreningen, som stämt vattenverksbolaget Ronneby Miljö & Teknik AB för att ha levererat förorenat dricksvatten.